# Вулиця Волошина (Львів)
Вулиця Августина Воло́шина — вулиця у Галицькому районі міста Львова, у межах історичного центру. Сполучає вулиці Джохара Дудаєва та Омеляна Поповича.

## Історія
Виникла у середині XIX століття, не пізніше 1853 року отримала назву Жепінського, у 1871 році її було перейменовано на Коральницьку, адже на ній, у будинку № 2 провадили торгівлю коралями Томаш та Ромуальд Турасєвичі (протягом німецької окупації вулиця називалася Коралленштрассе). У 1946 році, за радянських часів, отримала назву Десняка, на честь радянського письменника Олекси Десняка. Сучасна назва — з 1991 року, на честь політичного та релігійного діяча Закарпатської України Августина Волошина.

## Забудова
З непарного боку на вулицю Волошина виходять тильні фасади будинків, приписаних до проспекту Шевченка, що пролягає паралельно. З парного боку вулиця забудована типовими дво- та триповерховими чиншовими кам'яницями, зведеними у 1890-х роках.

### Будинки
№ 1 — житловий будинок, в якому до 1939 року розташовувалося англійське консульство. Нині цієї адреси не існує.
№ 2 — наріжна триповерхова чиншова кам'яниця (інша адреса — вул. Дудаєва, 3) збудована наприкінці XIX століття, в оздобленні якої переважають елементи ренесансного декору. Будинок має дві фасадних стіни: довшу від вул. Дудаєва, коротшу — від вул. Волошина. Основне декоративне скульптурне оздоблення будинку зосереджене в обрамленні вікон та вхідних брам. За часів Польської республіки у внутрішньому подвір'ї будинку містилася фабрика парфумів Айзенберґа. В будинку мешкав Роман Дзеслевський, перший у Львові професор електротехніки (викладав у Цісарсько-королівській політехнічній школі у Львові), депутат Галицького сейму.
№ 4 — триповерхова чиншова кам'яниця. На першому поверсі будинку містилися Спілка польських журналістів та фотоательє Єґера.
№ 6 — триповерхова чиншова кам'яниця. У міжвоєнний період власником кам'яниці був Александер Ельстер. В будинку містилася фабрика ковдр та матраців А. Петрушевського.
№ 8 — триповерхова чиншова кам'яниця. У міжвоєнний період в будинку містилася перукарня Цукерканделя.
На вулицю Августина Волошина виходять тильні фасади будинків, приписаних до проспекту Шевченка. Так, Почесне консульство Австрійської республіки у Львові має адресу — проспект Шевченка, 26, але головний вхід до дипломатичної установи розташований на вулиці Волошина.